# FA Cup 2018-19
La FA Cup 2018-19 (también conocida como FA Challenge Cup) fue la 138.ª edición del más antiguo torneo de fútbol reconocido en el mundo. Es patrocinado por Emirates y conocido como Emirates FA Cup por razones de patrocinio. 736 clubes fueron aceptados en el torneo, comenzó con la Ronda Extra Preliminar el 11 de agosto de 2018 y concluiyó con la final el 18 de mayo de 2019. El ganador se clasificó para la Fase de grupos de la Liga Europa de la UEFA 2019-20.
El campeón fue el club Manchester City de la Premier League.

## Calendario
| Fase                   | Ronda                        | Fecha de juego   | N.º de partidos | Clubes | Nuevos participantes | Ligas de nuevos participantes                                                                        |
| ---------------------- | ---------------------------- | ---------------- | --------------- | ------ | -------------------- | --- |
| Rondas clasificatorias | Ronda extra preliminar       | 11 de agosto     | 185             | 370    | 370                  | Niveles 9 y 10 del Sistema de ligas de fútbol de Inglaterra                                          |
| Rondas clasificatorias | Ronda preliminar             | 25 de agosto     | 160             | 320    | 135                  | Nivel 8 del Sistema de ligas de fútbol de Inglaterra                                                 |
| Rondas clasificatorias | Primera ronda clasificatoria | 8 de septiembre  | 116             | 232    | 72                   | Nivel 7 del Sistema de ligas de fútbol de Inglaterra                                                 |
| Rondas clasificatorias | Segunda ronda clasificatoria | 22 de septiembre | 80              | 160    | 44                   | Nivel 6 del Sistema de ligas de fútbol de Inglaterra (National League North y National League South) |
| Rondas clasificatorias | Tercera ronda clasificatoria | 6 de octubre     | 40              | 80     | Ninguno              | - |
| Rondas clasificatorias | Cuarta ronda clasificatoria  | 20 de octubre    | 32              | 64     | 24                   | Nivel 5 del Sistema de ligas de fútbol de Inglaterra (National League)                               |
| Torneo principal       | Primera ronda                | 10 de noviembre  | 40              | 80     | 48                   | EFL League One y EFL League Two                                                                      |
| Torneo principal       | Segunda ronda                | 1 de diciembre   | 20              | 40     | Ninguno              | - |
| Torneo principal       | Tercera ronda                | 5 de enero       | 32              | 64     | 44                   | Premier League y EFL Championship                                                                    |
| Torneo principal       | Cuarta Ronda                 | 26 de enero      | 16              | 32     | Ninguno              | - |
| Torneo principal       | Quinta Ronda                 | 16 de febrero    | 8               | 16     | Ninguno              | - |
| Torneo principal       | Cuartos de final             | 16 de marzo      | 4               | 8      | Ninguno              | - |
| Torneo principal       | Semifinal                    | 6 de abril       | 2               | 4      | Ninguno              | - |
| Torneo principal       | Final                        | 18 de mayo       | 1               | 2      | Ninguno              | - |

## Premios por Ronda
| Ronda                                      | Número de clubes a recibir fondos | Fondo de premios por club |
| ------------------------------------------ | --------------------------------- | ------------------------- |
| Ganador de la Ronda extra preliminar       | 185                               | £1.500                    |
| Ganador de la Ronda preliminar             | 160                               | £1.925                    |
| Ganador de la Primera ronda clasificatoria | 116                               | £3.000                    |
| Ganador de la Segunda ronda clasificatoria | 80                                | £4.500                    |
| Ganador de la Tercera ronda clasificatoria | 40                                | £7.500                    |
| Ganador de la Cuarta ronda clasificatoria  | 32                                | £12.500                   |
| Ganador de la Primera Ronda                | 40                                | £18.000                   |
| Ganador de la Segunda Ronda                | 20                                | £27.000                   |
| Ganador de la Tercera Ronda                | 32                                | £67.500                   |
| Ganador de la Cuarta Ronda                 | 16                                | £90.000                   |
| Ganador de la Quinta Ronda                 | 8                                 | £180.000                  |
| Ganador de la Sexta Ronda                  | 4                                 | £360.000                  |
| Semifinal Perdedor                         | 2                                 | £450.000                  |
| Semifinal Ganador                          | 2                                 | £900.000                  |
| Final Subcampeón                           | 1                                 | £900.000                  |
| Final Campeón                              | 1                                 | £1.800.000                |
| Total                                      | Total                             | £15.133.500               |

## Rondas clasificatorias
La clasificación de la competición comenzará con la Ronda Extra Preliminar el 11 de agosto de 2018. Todos los equipos competidores que no son miembros de la Premier League o la English Football League tienen que competir en las rondas de calificación para asegurar un lugar en la Primera Ronda. La Ronda Final (cuarta) de clasificación se jugará durante el fin de semana del 20 de octubre de 2018.

## Primera Ronda
Se clasificaron a la Primera Ronda los 32 clasificados de la Cuarta ronda clasificatoria y los 48 clubes de la Football League One y la Football League Two. 
| 9 de noviembre de 2018, 19:55 | (7) Haringey Borough | 0:1 (0:0) | Wimbledon (3)          | Coles Park, Londres                                          |                                                              |
|                               |                      | Reporte   | - Mitchell Pinnock 90' | Asistencia: 2 710 espectadores Árbitro(s): Michael Salisbury | Asistencia: 2 710 espectadores Árbitro(s): Michael Salisbury |

| 10 de noviembre de 2018, 12:30 | (5) Maidenhead United | 0:4 (0:1) | Portsmouth (3)                                                               | York Road, Maidenhead                                      |                                                            |
|                                |                       | Reporte   | - Ben Thompson 43' - Oliver Hawkins 55' - Jamal Lowe 60' - David Wheeler 83' | Asistencia: 3 205 espectadores Árbitro(s): Dean Whitestone | Asistencia: 3 205 espectadores Árbitro(s): Dean Whitestone |

| 10 de noviembre de 2018, 15:00 | (3) Accrington Stanley | 1:0 (1:0) | Colchester United (4) | The Wham Stadium, Accrington                          |                                                       |
|                                | - Daniel Barlaser 34'  | Reporte   |                       | Asistencia: 1 267 espectadores Árbitro(s): Martin Coy | Asistencia: 1 267 espectadores Árbitro(s): Martin Coy |

| 10 de noviembre de 2018, 15:00 | (5) Sutton United | 0:0 (0:0) | Slough Town (6) | Knights Community Stadium, Sutton                      |                                                        |
|                                |                   | Reporte   |                 | Asistencia: 1 830 espectadores Árbitro(s): Sam Purkiss | Asistencia: 1 830 espectadores Árbitro(s): Sam Purkiss |

| 10 de noviembre de 2018, 15:00 | (6) Torquay United | 0:1 (0:0) | Woking (6)            | Plainmoor Ground, Torquay                                |                                                          |
|                                |                    | Reporte   | - Max Kretzschmar 48' | Asistencia: 2 419 espectadores Árbitro(s): Declan Bourne | Asistencia: 2 419 espectadores Árbitro(s): Declan Bourne |

| 10 de noviembre de 2018, 15:00 | (5) Bromley         | 1:3 (1:1) | Peterborough United (3)                | Hayes Lane, Bromley                                      |                                                          |
|                                | - Roger Johnson 40' | Reporte   | - Matt Godden 45+3' 56' - Joe Ward 84' | Asistencia: 3 107 espectadores Árbitro(s): Kevin Johnson | Asistencia: 3 107 espectadores Árbitro(s): Kevin Johnson |

| 10 de noviembre de 2018, 15:00 | (4) Bury                                                                           | 5:0 (3:0) | Dover Athletic (5) | Gigg Lane, Bury                                          |                                                          |
|                                | - James O'Shea 12' - Danny Mayor 18' - Byron Moore 36' 64' - Dominic Telford 90+1' | Reporte   |                    | Asistencia: 2 355 espectadores Árbitro(s): Richard Hulme | Asistencia: 2 355 espectadores Árbitro(s): Richard Hulme |

| 10 de noviembre de 2018, 15:00 | (7) Metropolitan Police | 0:2 (0:1) | Newport County (4)                     | Imber Court, Molesey                                    |                                                         |
|                                |                         | Reporte   | - Padraig Amond 41' - Jamille Matt 48' | Asistencia: 1 137 espectadores Árbitro(s): Matt Donohue | Asistencia: 1 137 espectadores Árbitro(s): Matt Donohue |

| 10 de noviembre de 2018, 15:00 | (5) Ebbsfleet United | 0:0 (0:0) | Cheltenham Town (4) | Stonebridge Road, Northfleet                          |                                                       |
|                                |                      | Reporte   |                     | Asistencia: 1 624 espectadores Árbitro(s): John Busby | Asistencia: 1 624 espectadores Árbitro(s): John Busby |

| 10 de noviembre de 2018, 15:00 | (5) Aldershot Town  | 1:1 (1:0) | Bradford City (3)               | Recreation Ground, Aldershot                            |                                                         |
|                                | - George Fowler 12' | Reporte   | - Nathaniel Knight-Percival 71' | Asistencia: 2 455 espectadores Árbitro(s): Paul Marsden | Asistencia: 2 455 espectadores Árbitro(s): Paul Marsden |

| 10 de noviembre de 2018, 15:00 | (3) Luton Town                           | 2:0 (1:0) | Wycombe Wanderers (3) | Kenilworth Road, Luton                                 |                                                        |
|                                | - Andrew Shinnie 41' - Harry Cornick 71' | Reporte   |                       | Asistencia: 5 343 espectadores Árbitro(s): Craig Hicks | Asistencia: 5 343 espectadores Árbitro(s): Craig Hicks |

| 10 de noviembre de 2018, 15:00 | (3) Scunthorpe United             | 2:1 (2:0) | Burton Albion (3) | Glanford Park, Scunthorpe                              |                                                        |
|                                | - James Perch 16' - Lee Novak 33' | Reporte   | - Liam Boyce 79'  | Asistencia: 2 260 espectadores Árbitro(s): Andy Haines | Asistencia: 2 260 espectadores Árbitro(s): Andy Haines |

| 10 de noviembre de 2018, 15:00 | (3) Gillingham | 0:0 (0:0) | Hartlepool United (5) | Priestfield Stadium, Gillingham                           |                                                           |
|                                |                | Reporte   |                       | Asistencia: 2 224 espectadores Árbitro(s): Brett Huxtable | Asistencia: 2 224 espectadores Árbitro(s): Brett Huxtable |

| 10 de noviembre de 2018, 15:00 | (3) Walsall                                            | 3:2 (2:1) | Coventry City (3)                            | Banks's Stadium, Walsall                                  |                                                           |
|                                | - Andy Cook 12' - Josh Ginnelly 28' - Nicky Devlin 77' | Reporte   | - Jonson Clarke-Harris 33' - Luke Thomas 56' | Asistencia: 4 760 espectadores Árbitro(s): Thomas Bramall | Asistencia: 4 760 espectadores Árbitro(s): Thomas Bramall |

| 10 de noviembre de 2018, 15:00 | (4) Grimsby Town                                            | 3:1 (0:1) | Milton Keynes Dons (4) | Blundell Park, Cleethorpes                              |                                                         |
|                                | - Elliot Embleton 50' - Wes Thomas 61' - Charles Vernam 73' | Reporte   | - Kieran Agard 23'     | Asistencia: 1 991 espectadores Árbitro(s): Carl Boyeson | Asistencia: 1 991 espectadores Árbitro(s): Carl Boyeson |

| 10 de noviembre de 2018, 15:00 | (4) Lincoln City                                          | 3:2 (1:0) | Northampton Town (4)                   | Sincil Bank, Lincoln                                        |                                                             |
|                                | - Harry Anderson 16' - Tom Pett 52' - Bruno Andrade 90+2' | Reporte   | - Jack Bridge 55' - Kevin van Veen 81' | Asistencia: 6 012 espectadores Árbitro(s): Graham Salisbury | Asistencia: 6 012 espectadores Árbitro(s): Graham Salisbury |

| 10 de noviembre de 2018, 15:00 | (4) Yeovil Town  | 1:3 (1:2) | Stockport County (6)                                        | Huish Park, Yeovil                                    |                                                       |
|                                | - Alex Fisher 8' | Reporte   | - Matthew Warburton 34' - Nyal Bell 38' - Frank Mulhern 62' | Asistencia: 2 550 espectadores Árbitro(s): David Rock | Asistencia: 2 550 espectadores Árbitro(s): David Rock |

| 10 de noviembre de 2018, 15:00 | (3) Southend United  | 1:1 (1:0) | Crawley Town (4) | Roots Hall, Southend-on-Sea                             |                                                         |
|                                | - Michael Kightly 9' | Reporte   | - John White 85' | Asistencia: 3 935 espectadores Árbitro(s): Scott Oldham | Asistencia: 3 935 espectadores Árbitro(s): Scott Oldham |

| 10 de noviembre de 2018, 15:00 | (4) Exeter City                             | 2:3 (0:3) | Blackpool (3)                                          | St James Park (Exeter), Exeter                         |                                                        |
|                                | - Jordan Tillson 69' - Tristan Abrahams 90' | Reporte   | - Joe Dodoo 3' - Mark Cullen 19' - Harry Pritchard 24' | Asistencia: 3 188 espectadores Árbitro(s): Lee Collins | Asistencia: 3 188 espectadores Árbitro(s): Lee Collins |

| 10 de noviembre de 2018, 15:00 | (5) Maidstone United                  | 2:1 (0:1) | Macclesfield Town (4) | Gallagher Stadium, Maidstone                         |                                                      |
|                                | - Jack Powell 51' - Blair Turgott 52' | Reporte   | - Ben Stephens 14'    | Asistencia: 2 169 espectadores Árbitro(s): Neil Hair | Asistencia: 2 169 espectadores Árbitro(s): Neil Hair |

| 10 de noviembre de 2018, 15:00 | (3) Plymouth Argyle    | 1:0 (0:0) | Stevenage (4) | Home Park, Plymouth                                   |                                                       |
|                                | - Ruben Lameiras 90+1' | Reporte   |               | Asistencia: 5 719 espectadores Árbitro(s): Alan Young | Asistencia: 5 719 espectadores Árbitro(s): Alan Young |

| 10 de noviembre de 2018, 15:00 | (3) Oxford United | 0:0 (0:0) | Forest Green Rovers (4) | Kassam Stadium, Oxford                                   |                                                          |
|                                |                   | Reporte   |                         | Asistencia: 3 933 espectadores Árbitro(s): Nick Kinseley | Asistencia: 3 933 espectadores Árbitro(s): Nick Kinseley |

| 10 de noviembre de 2018, 15:00 | (3) Rochdale                          | 2:1 (2:0) | Gateshead (5)     | Crown Oil Arena, Rochdale                               |                                                         |
|                                | - Jon Mellish 21' - Ian Henderson 23' | Reporte   | - Jon Mellish 49' | Asistencia: 2 415 espectadores Árbitro(s): Peter Wright | Asistencia: 2 415 espectadores Árbitro(s): Peter Wright |

| 10 de noviembre de 2018, 15:00 | (4) Swindon Town                      | 2:1 (1:1) | York City (6)        | County Ground, Swindon                                |                                                       |
|                                | - Scott Twine 12' - Steven Alzate 76' | Reporte   | - David Ferguson 43' | Asistencia: 3 744 espectadores Árbitro(s): Carl Brook | Asistencia: 3 744 espectadores Árbitro(s): Carl Brook |

| 10 de noviembre de 2018, 15:00 | (4) Crewe Alexandra | 0:1 (0:0) | Carlisle United (4) | Gresty Road, Crewe                                    |                                                       |
|                                |                     | Reporte   | - Jamie Devitt 90'  | Asistencia: 2 467 espectadores Árbitro(s): Lee Swabey | Asistencia: 2 467 espectadores Árbitro(s): Lee Swabey |

| 10 de noviembre de 2018, 15:00 | (3) Barnsley                                                                   | 4:0 (1:0) | Notts County (4) | Oakwell Stadium, Barnsley                                  |                                                            |
|                                | - Cauley Woodrow 41' - Ezekiel Fryers 53' - Brad Potts 77' - Kieffer Moore 81' | Reporte   |                  | Asistencia: 5 878 espectadores Árbitro(s): Seb Stockbridge | Asistencia: 5 878 espectadores Árbitro(s): Seb Stockbridge |

| 10 de noviembre de 2018, 15:00 | (6) Southport                            | 2:0 (1:0) | Boreham Wood (5) | Haig Avenue, Southport                                  |                                                         |
|                                | - Dean Winnard 29' - Jason Gilchrist 70' | Reporte   |                  | Asistencia: 1 460 espectadores Árbitro(s): Marc Edwards | Asistencia: 1 460 espectadores Árbitro(s): Marc Edwards |

| 10 de noviembre de 2018, 15:00 | (5) Chesterfield       | 1:1 (1:0) | Billericay Town (6)   | b2net Stadium, Chesterfield                             |                                                         |
|                                | - Laurence Maguire 17' | Reporte   | - Mosses Emmanuel 52' | Asistencia: 2 952 espectadores Árbitro(s): Martin Woods | Asistencia: 2 952 espectadores Árbitro(s): Martin Woods |

| 10 de noviembre de 2018, 15:00 | (5) Tranmere Rovers                            | 3:3 (1:1) | Oxford City (6)                   | Prenton Park, Birkenhead                                    |                                                             |
|                                | - Connor Jennings 34', 78' - James Norwood 89' | Reporte   | - Kabongo Tshimanga 39', 66', 82' | Asistencia: 4 206 espectadores Árbitro(s): Daniel Middleton | Asistencia: 4 206 espectadores Árbitro(s): Daniel Middleton |

| 10 de noviembre de 2018, 15:00 | (4) Morecambe | 0:0 (0:0) | Halifax Town (5) | Globe Arena, Morecambe                                     |                                                            |
|                                |               | Reporte   |                  | Asistencia: 1 736 espectadores Árbitro(s): Darren Drysdale | Asistencia: 1 736 espectadores Árbitro(s): Darren Drysdale |

| 11 de noviembre de 2018, 12:45 | (4) Mansfield Town | 1:1 (1:0) | Charlton Athletic (3) | One Call Stadium, Mansfield                            |                                                        |
|                                | - CJ Hamilton 45'  | Reporte   | - Toby Stevenson 73'  | Asistencia: 3 240 espectadores Árbitro(s): Ollie Yates | Asistencia: 3 240 espectadores Árbitro(s): Ollie Yates |

| 11 de noviembre de 2018, 12:45 | (6) Guiseley                                                                | 4:3 (1:0) | Cambridge United (4)                        | Nethermoor Park, Guiseley                                |                                                          |
|                                | - Will Hatfield 25' - Cliff Moyo 40' - Kaine Felix 48' - Kingsley James 55' | Reporte   | - Jabo Ibehre 65', 90+2' - George Maris 89' | Asistencia: 1 097 espectadores Árbitro(s): Trevor Kettle | Asistencia: 1 097 espectadores Árbitro(s): Trevor Kettle |

| 11 de noviembre de 2018, 12:45 | (6) Alfreton Town    | 1:4 (0:2) | Fleetwood Town (3)                                                | North Street, Alfreton                                   |                                                          |
|                                | - Jordan Sinnott 70' | Reporte   | - Paddy Madden 13', 60' - Ashley Hunter 20' - Gerard Garner 90+2' | Asistencia: 827 espectadores Árbitro(s): Chris Sarginson | Asistencia: 827 espectadores Árbitro(s): Chris Sarginson |

| 11 de noviembre de 2018, 12:45 | (3) Shrewsbury Town  | 1:1 (1:1) | Salford City (5)  | Montgomery Waters Meadow, Shrewsbury                 |                                                      |
|                                | - Oliver Norburn 25' | Reporte   | - Adam Rooney 27' | Asistencia: 4 351 espectadores Árbitro(s): Ben Toner | Asistencia: 4 351 espectadores Árbitro(s): Ben Toner |

| 11 de noviembre de 2018, 12:45 | (6) Chorley                                     | 2:2 (2:1) | Doncaster Rovers (3)  | Victory Park, Chorley                                 |                                                       |
|                                | - Josh O'Keefe 2' - Courtney Meppen-Walters 43' | Reporte   | - Herby Kane 11', 77' | Asistencia: 3 239 espectadores Árbitro(s): Ross Joyce | Asistencia: 3 239 espectadores Árbitro(s): Ross Joyce |

| 11 de noviembre de 2018, 12:45 | (5) Barnet         | 1:1 (1:0) | Bristol Rovers (3) | The Hive Stadium, Barnet                                |                                                         |
|                                | - Craig Robson 16' | Reporte   | - Chris Lines 66'  | Asistencia: 1 705 espectadores Árbitro(s): Robert Lewis | Asistencia: 1 705 espectadores Árbitro(s): Robert Lewis |

| 11 de noviembre de 2018, 12:45 | (6) Weston-super-Mare | 0:2 (0:0) | Wrexham (5)                                | Woodspring Stadium, Weston-super-Mare                    |                                                          |
|                                |                       | Reporte   | - Luke Summerfield 51' - Stuart Beavon 81' | Asistencia: 1 170 espectadores Árbitro(s): Leigh Doughty | Asistencia: 1 170 espectadores Árbitro(s): Leigh Doughty |

| 11 de noviembre de 2018, 12:45 | (7) Hitchin Town | 0:2 (0:0) | Solihull Moors (5)                   | Top Field, Hitchin                                       |                                                          |
|                                |                  | Reporte   | - Adi Yussuf 72' - Daniel Wright 78' | Asistencia: 3 148 espectadores Árbitro(s): Andrew Miller | Asistencia: 3 148 espectadores Árbitro(s): Andrew Miller |

| 11 de noviembre de 2018, 14:30 | (4) Port Vale  | 1:2 (1:2) | Sunderland (3)                          | Vale Park, Burslem                                           |                                                              |
|                                | - Tom Pope 35' | Reporte   | - George Honeyman 1' - Lynden Gooch 19' | Asistencia: 7 238 espectadores Árbitro(s): Anthony Backhouse | Asistencia: 7 238 espectadores Árbitro(s): Anthony Backhouse |

| 12 de noviembre de 2018, 19:45 | (6) Hampton & Richmond | 1:2 (1:0) | Oldham (4)                         | Beveree Stadium, Hampton                             |                                                      |
|                                | - Chris Dickson 15'    | Reporte   | - Rob Hunt 88' - Callum Lang 90+4' | Asistencia: 2 720 espectadores Árbitro(s): Tom Nield | Asistencia: 2 720 espectadores Árbitro(s): Tom Nield |

### Replays
| 20 de noviembre de 2018, 19:45 | (4) Cheltenham Town                     | 2:0 (0:0) | Ebbsfleet United (5) | LCI Rail Stadium, Cheltenham                               |                                                            |
|                                | - Tyrone Barnett 66' - Alex Addai 90+4' | Reporte   |                      | Asistencia: 1 435 espectadores Árbitro(s): Chris Sarginson | Asistencia: 1 435 espectadores Árbitro(s): Chris Sarginson |

| 20 de noviembre de 2018, 19:45 | (3) Bradford City                                       | 1:1 (0:0) (0:0) (t. s.)(4:1 p.) | Aldershot Town (5)                             | Valley Parade, Bradford                                     |                                                             |
|                                | - George Fowler 101'                                    | Reporte                         | - Luke Howell 108'                             | Asistencia: 2 248 espectadores Árbitro(s): Graham Salisbury | Asistencia: 2 248 espectadores Árbitro(s): Graham Salisbury |
|                                |                                                         | Tiros desde el punto penal      |                                                |                                                             |                                                             |
|                                | - Eoin Doyle - Kai Brünker - Lewis O'Brien - Jack Payne |                                 | - Matt McClure - Gabriel Osho - Adam McDonnell |                                                             |                                                             |

| 20 de noviembre de 2018, 19:45 | (6) Billericay  | 1:3 (0:1) | Chesterfield (5)           | New Lodge, Billericay                                  |                                                        |
|                                | - Joe Kizzi 66' | Reporte   | - Tom Denton 40', 65', 87' | Asistencia: 2 493 espectadores Árbitro(s): Jacob Miles | Asistencia: 2 493 espectadores Árbitro(s): Jacob Miles |

| 20 de noviembre de 2018, 19:45 | (4) Forest Green Rovers | 0:3 (0:1) | Oxford United (3)                                        | The New Lawn, Nailsworth                                 |                                                          |
|                                |                         | Reporte   | - James Henry 36' - Jamie Mackie 47' - Marcus Browne 78' | Asistencia: 1 614 espectadores Árbitro(s): Trevor Kettle | Asistencia: 1 614 espectadores Árbitro(s): Trevor Kettle |

| 20 de noviembre de 2018, 19:45 | (6) Oxford City | 0:2 (0:1) | Tranmere Rovers (4)                  | Court Place Farm, Marston                              |                                                        |
|                                |                 | Reporte   | - James Norwood 6' - Paul Mullin 30' | Asistencia: 1 172 espectadores Árbitro(s): Craig Hicks | Asistencia: 1 172 espectadores Árbitro(s): Craig Hicks |

| 20 de noviembre de 2018, 19:45 | (6) Slough Town | 1:1 (1:1) (0:1) (t. s.)(8:7 p.) | Sutton United (5) | Arbour Park, Slough                                       |                                                           |
|                                | - James Dobson 81' | Reporte                         | - Harry Beautyman 9' | Asistencia: 1 360 espectadores Árbitro(s): Brett Huxtable | Asistencia: 1 360 espectadores Árbitro(s): Brett Huxtable |
|                                | | Tiros desde el punto penal      | |                                                           |                                                           |
|                                | - Matt Stevens - James Dobson - Manny Williams - Simon Dunn - Ben Harris - Sam Togwell - Jack Turner - Mark Nisbet - George Wells |                                 | - Jamie Collins - Craig Eastmond - Kieron Cadogan - Harry Beautyman - Charlie Clough - Tom Bolarinwa - Aaron Drinan - Ross Worner - Dean Beckwith |                                                           |                                                           |

| 20 de noviembre de 2018, 19:45 | (5) Halifax Town   | 1:0 (1:0) | Morecambe (4) | The Shay Stadium, Halifax                             |                                                       |
|                                | - Cameron King 12' | Reporte   |               | Asistencia: 1 218 espectadores Árbitro(s): Martin Coy | Asistencia: 1 218 espectadores Árbitro(s): Martin Coy |

| 20 de noviembre de 2018, 19:45 | (4) Crawley Town        | 2:6 (2:2) (0:2) (t. s.) | Southend United (3)                                                                                | Checkatrade.com Stadium, Crawley                              |                                                               |
|                                | - Ollie Palmer 55', 68' | Reporte                 | - Simon Cox 17', 92' - Harry Bunn 31' - John White 97' - Sam Mantom 106' - Stephen McLaughlin 114' | Asistencia: 3 120 espectadores Árbitro(s): Charles Breakspear | Asistencia: 3 120 espectadores Árbitro(s): Charles Breakspear |

| 20 de noviembre de 2018, 19:45 | (3) Doncaster Rovers                                                                 | 7:0 (5:0) | Chorley (6) | Keepmoat Stadium, Doncaster                                |                                                            |
|                                | - Alfie May 7', 30', 36', 81' - Matty Blair 21' - Herbie Kane 28' - John Marquis 85' | Reporte   |             | Asistencia: 3 048 espectadores Árbitro(s): Darren Drysdale | Asistencia: 3 048 espectadores Árbitro(s): Darren Drysdale |

| 20 de noviembre de 2018, 19:45 | (3) Charlton Athletic                                               | 5:0 (1:0) | Mansfield Town (4) | The Valley, Londres                                      |                                                          |
|                                | - Lyle Taylor 11', 52', 85' - Mark Marshall 81' - Nicky Ajose 90+1' | Reporte   |                    | Asistencia: 1 910 espectadores Árbitro(s): Kevin Johnson | Asistencia: 1 910 espectadores Árbitro(s): Kevin Johnson |

| 21 de noviembre de 2018, 19:45 | (5) Hartlepool United                                            | 3:4 (2:2) (2:0) (t. s.) | Gillingham (3)                                                            | Victoria Park, Hartlepool                               |                                                         |
|                                | - Carl Magnay 21' - Patrick McLaughlin 32' - Tyrone O'Neill 114' | Reporte                 | - Max Ehmer 50' - Tom Eaves 90+6' - Luke O'Neill 102' - Elliott List 107' | Asistencia: 1 873 espectadores Árbitro(s): Scott Oldham | Asistencia: 1 873 espectadores Árbitro(s): Scott Oldham |

| 21 de noviembre de 2018, 19:45 | (5) Salford City  | 1:3 (0:1) | Shrewsbury Town (3)                                 | Moor Lane, Salford                                         |                                                            |
|                                | - Adam Rooney 77' | Reporte   | - Fejiri Okenabirhie 33', 90+3' - Greg Docherty 63' | Asistencia: 2 432 espectadores Árbitro(s): Seb Stockbridge | Asistencia: 2 432 espectadores Árbitro(s): Seb Stockbridge |

| 21 de noviembre de 2018, 19:45 | (3) Bristol Rovers | 1:2 (0:0) | Barnet (5)                              | Memorial Stadium, Brístol                             |                                                       |
|                                | - Tom Nichols 62'  | Reporte   | - Craig Robson 75' - Byron Harrison 77' | Asistencia: 2 740 espectadores Árbitro(s): Lee Swabey | Asistencia: 2 740 espectadores Árbitro(s): Lee Swabey |

## Segunda Ronda
Se clasificaron a la Segunda Ronda los 40 clasificados de la Primera Ronda.
| 30 de noviembre de 2018, 19:55 | (5) Solihull Moors | 0:0 (0:0) | Blackpool (3) | Damson Park, Solihull                                 |                                                       |
|                                |                    | Reporte   |               | Asistencia: 3 005 espectadores Árbitro(s): Ross Joyce | Asistencia: 3 005 espectadores Árbitro(s): Ross Joyce |

| 1 de diciembre de 2018, 12:30 | (5) Halifax Town   | 1:3 (0:1) | Wimbledon (3)                                                  | The Shay Stadium, Halifax                            |                                                      |
|                               | - James Hanson 86' | Reporte   | - Ben Purrington 42' - Anthony Wordsworth 73' - Joe Pigott 75' | Asistencia: 2 044 espectadores Árbitro(s): Ben Toner | Asistencia: 2 044 espectadores Árbitro(s): Ben Toner |

| 1 de diciembre de 2018, 15:00 | (3) Southend United                     | 2:4 (1:1) | Barnsley (3)                                                            | Roots Hall, Southend-on-Sea                             |                                                         |
|                               | - Sam Mantom 45+4' - Timothee Dieng 84' | Reporte   | - Kieffer Moore 41' - Cauley Woodrow 56', 70' - Mike-Steven Bähre 90+5' | Asistencia: 3 616 espectadores Árbitro(s): Paul Marsden | Asistencia: 3 616 espectadores Árbitro(s): Paul Marsden |

| 1 de diciembre de 2018, 15:00 | (3) Peterborough United                 | 2:2 (2:0) | Bradford City (3)                       | ABAX Stadium, Peterborough                               |                                                          |
|                               | - Ivan Toney 29' - Siriki Dembélé 45+1' | Reporte   | - Kelvin Mellor 84' - Luca Colville 89' | Asistencia: 3 750 espectadores Árbitro(s): Trevor Kettle | Asistencia: 3 750 espectadores Árbitro(s): Trevor Kettle |

| 1 de diciembre de 2018, 15:00 | (4) Lincoln City                  | 2:0 (1:0) | Carlisle United (4) | Sincil Bank, Lincoln                                       |                                                            |
|                               | - Matt Rhead 1' - John Akinde 86' | Reporte   |                     | Asistencia: 6 438 espectadores Árbitro(s): Dean Whitestone | Asistencia: 6 438 espectadores Árbitro(s): Dean Whitestone |

| 1 de diciembre de 2018, 15:00 | (3) Plymouth Argyle   | 1:2 (0:0) | Oxford United (3)                         | Home Park, Plymouth                                     |                                                         |
|                               | - Antoni Sarcevic 67' | Reporte   | - James Henry 49' - Cameron Brannagan 53' | Asistencia: 5 984 espectadores Árbitro(s): Peter Wright | Asistencia: 5 984 espectadores Árbitro(s): Peter Wright |

| 1 de diciembre de 2018, 15:00 | (3) Walsall     | 1:1 (0:1) | Sunderland (3)      | Banks's Stadium, Walsall                                |                                                         |
|                               | - Andy Cook 53' | Reporte   | - Aiden McGeady 37' | Asistencia: 3 140 espectadores Árbitro(s): Carl Boyeson | Asistencia: 3 140 espectadores Árbitro(s): Carl Boyeson |

| 1 de diciembre de 2018, 15:00 | (3) Accrington Stanley                                    | 3:1 (0:0) | Cheltenham Town (4) | Wham Stadium, Accrington                               |                                                        |
|                               | - Offrande Zanzala 49' - Billy Kee 66' - Jordan Clark 78' | Reporte   | - Alex Addai 73'    | Asistencia: 1 066 espectadores Árbitro(s): Andy Haines | Asistencia: 1 066 espectadores Árbitro(s): Andy Haines |

| 1 de diciembre de 2018, 15:00 | (3) Charlton Athletic | 0:2 (0:0) | Doncaster Rovers (3)                 | The Valley, Londres                                       |                                                           |
|                               |                       | Reporte   | - Andy Butler 66' - John Marquis 77' | Asistencia: 3 249 espectadores Árbitro(s): Brett Huxtable | Asistencia: 3 249 espectadores Árbitro(s): Brett Huxtable |

| 1 de diciembre de 2018, 15:00 | (5) Maidstone United | 0:2 (0:1) | Oldham (4)                             | Gallagher Stadium, Maidstone                          |                                                       |
|                               |                      | Reporte   | - Peter Clarke 17' - Chris O'Grady 84' | Asistencia: 3 560 espectadores Árbitro(s): Alan Young | Asistencia: 3 560 espectadores Árbitro(s): Alan Young |

| 1 de diciembre de 2018, 20:00 | (5) Wrexham | 0:0 (0:0) | Newport County (4) | Racecourse Ground, Wrexham, Gales                      |                                                        |
|                               |             | Reporte   |                    | Asistencia: 5 295 espectadores Árbitro(s): Craig Hicks | Asistencia: 5 295 espectadores Árbitro(s): Craig Hicks |

| 2 de diciembre de 2018, 14:00 | (4) Bury | 0:1 (0:1) | Luton Town (3)      | Gigg Lane, Bury                                           |                                                           |
|                               |          | Reporte   | - Harry Cornick 42' | Asistencia: 2 977 espectadores Árbitro(s): Thomas Bramall | Asistencia: 2 977 espectadores Árbitro(s): Thomas Bramall |

| 2 de diciembre de 2018, 14:00 | (5) Tranmere Rovers | 1:1 (1:0) | Southport (6)         | Prenton Park, Birkenhead                                     |                                                              |
|                               | - Johnny Smith 18'  | Reporte   | - Bradley Bauress 70' | Asistencia: 4 701 espectadores Árbitro(s): Anthony Backhouse | Asistencia: 4 701 espectadores Árbitro(s): Anthony Backhouse |

| 2 de diciembre de 2018, 14:00 | (5) Barnet       | 1:0 (1:0) | Stockport County (6) | The Hive Stadium, Londres                               |                                                         |
|                               | - Dan Sparkes 8' | Reporte   |                      | Asistencia: 2 826 espectadores Árbitro(s): Scott Oldham | Asistencia: 2 826 espectadores Árbitro(s): Scott Oldham |

| 2 de diciembre de 2018, 14:00 | (3) Shrewsbury Town        | 1:0 (1:0) | Scunthorpe United (3) | Montgomery Waters Meadow, Shrewsbury                 |                                                      |
|                               | - Aaron Amadi-Holloway 35' | Reporte   |                       | Asistencia: 3 427 espectadores Árbitro(s): Ben Toner | Asistencia: 3 427 espectadores Árbitro(s): Ben Toner |

| 2 de diciembre de 2018, 14:00 | (4) Swindon Town | 0:1 (0:0) | Woking (6)      | County Ground, Swindon                                  |                                                         |
|                               |                  | Reporte   | - Jake Hyde 54' | Asistencia: 3 654 espectadores Árbitro(s): Matt Donohue | Asistencia: 3 654 espectadores Árbitro(s): Matt Donohue |

| 2 de diciembre de 2018, 14:00 | (3) Rochdale | 0:1 (0:0) | Portsmouth (3)    | Crown Oil Arena, Rochdale                                  |                                                            |
|                               |              | Reporte   | - Andre Green 90' | Asistencia: 2 555 espectadores Árbitro(s): Seb Stockbridge | Asistencia: 2 555 espectadores Árbitro(s): Seb Stockbridge |

| 2 de diciembre de 2018, 14:00 | (6) Slough Town | 0:1 (0:0) | Gillingham (3)       | Arbour Park, Slough         |                             |
|                               |                 | Reporte   | - Darren Oldaker 48' | Árbitro(s): Chris Sarginson | Árbitro(s): Chris Sarginson |

| 2 de diciembre de 2018, 14:00 | (5) Chesterfield | 0:2 (0:1) | Grimsby Town (4)                         | b2net Stadium, Chesterfield                                  |                                                              |
|                               |                  | Reporte   | - Charles Vernam 37' - Harry Clifton 70' | Asistencia: 4 537 espectadores Árbitro(s): Michael Salisbury | Asistencia: 4 537 espectadores Árbitro(s): Michael Salisbury |

| 3 de diciembre de 2018, 20:00 | (6) Guiseley      | 1:2 (1:2) | Fleetwood Town (3)                 | Nethermoor Park, Guiseley                             |                                                       |
|                               | - Alex Purver 33' | Reporte   | - Paddy Madden 28' - Wes Burns 31' | Asistencia: 2 324 espectadores Árbitro(s): John Busby | Asistencia: 2 324 espectadores Árbitro(s): John Busby |

### Replays
| 11 de diciembre de 2018, 19:45 | (3) Bradford City                                                   | 4:4 (4:4) (1:2) (t. s.)(2:3 p.) | Peterborough United (3)                                        | Valley Parade, Bradford                               |                                                       |
|                                | - George Miller 22', 72' - David Ball 53' - Paul Caddis 58'         | Reporte                         | - Ivan Toney 18', 20', 84' - Marcus Maddison 45+4'             | Asistencia: 3 486 espectadores Árbitro(s): Ross Joyce | Asistencia: 3 486 espectadores Árbitro(s): Ross Joyce |
|                                |                                                                     | Tiros desde el punto penal      |                                                                |                                                       |                                                       |
|                                | - Eoin Doyle - Karl Henry - Lewis O'Brien - Jack Payne - Paul Cadis |                                 | - Marcus Maddison - Ivan Toney - Matthew Godden - Jamie Walker |                                                       |                                                       |

| 11 de diciembre de 2018, 19:45 | (3) Sunderland | 0:1 (0:0) | Walsall (3)         | Stadium of Light, Sunderland                                 |                                                              |
|                                |                | Reporte   | - Liam Kinsella 52' | Asistencia: 8 212 espectadores Árbitro(s): Michael Salisbury | Asistencia: 8 212 espectadores Árbitro(s): Michael Salisbury |

| 11 de diciembre de 2018, 19:45 | (4) Newport County                                                              | 4:0 (0:0) | Wrexham (5) | Rodney Parade, Newport, Gales                            |                                                          |
|                                | - Padraig Amond 49' - Jamille Matt 59' - Mark Carrington 65' - Dan Butler 90+1' | Reporte   |             | Asistencia: 4 143 espectadores Árbitro(s): Kevin Johnson | Asistencia: 4 143 espectadores Árbitro(s): Kevin Johnson |

| 17 de diciembre de 2018, 19:45 | (6) Southport | 0:2 (0:2) | Tranmere Rovers (5)        | Haig Avenue, Southport                                    |                                                           |
|                                |               | Reporte   | - Connor Jennings 14', 43' | Asistencia: 5 414 espectadores Árbitro(s): Thomas Bramall | Asistencia: 5 414 espectadores Árbitro(s): Thomas Bramall |

| 18 de diciembre de 2018, 19:45 | (3) Blackpool                                                | 3:2 (2:1) | Solihull Moors (5)    | Bloomfield Road, Blackpool                             |                                                        |
|                                | - Armand Gnanduillet 10' - Joe Dodoo 19' - Jay Spearing 105' | Reporte   | - Adi Yussuf 33', 51' | Asistencia: 1 441 espectadores Árbitro(s): Andy Haines | Asistencia: 1 441 espectadores Árbitro(s): Andy Haines |

## Tercera Ronda
Un total de 64 clubes juegan en la tercera ronda; 20 ganadores de la segunda ronda y 44 equipos de la Premier League y el Football League Championship que entran en esta ronda.
| 4 de enero de 2019, 19:45 | (4) Tranmere Rovers | 0:7 (0:1) | Tottenham Hotspur (1)                                                                          | Prenton Park, Birkenhead                                   |                                                            |
|                           |                     | Reporte   | - Serge Aurier 40', 55' - Fernando Llorente 48', 71', 72' - Heung-Min Son 57' - Harry Kane 82' | Asistencia: 12 553 espectadores Árbitro(s): Andre Marriner | Asistencia: 12 553 espectadores Árbitro(s): Andre Marriner |

| 5 de enero de 2019, 12:30 | (2) Sheffield Wednesday | 0:0 (0:0) | Luton Town (3) | Hillsborough, Sheffield                                  |                                                          |
|                           |                         | Reporte   |                | Asistencia: 16 974 espectadores Árbitro(s): Robert Jones | Asistencia: 16 974 espectadores Árbitro(s): Robert Jones |

| 5 de enero de 2019, 12:30 | (1) Manchester United               | 2:0 (2:0) | Reading (2) | Old Trafford, Mánchester                                   |                                                            |
|                           | - Juan Mata 22' - Romelu Lukaku 45' | Reporte   |             | Asistencia: 73 918 espectadores Árbitro(s): Stuart Attwell | Asistencia: 73 918 espectadores Árbitro(s): Stuart Attwell |

| 5 de enero de 2019, 12:30 | (3) Shrewsbury Town    | 1:1 (1:0) | Stoke City (2)     | New Meadow, Shrewsbury                                |                                                       |
|                           | - Oliver Norburn 45+4' | Reporte   | - Peter Crouch 78' | Asistencia: 7 512 espectadores Árbitro(s): David Webb | Asistencia: 7 512 espectadores Árbitro(s): David Webb |

| 5 de enero de 2019, 12:30 | (1) Bournemouth | 1:3 (0:2) | Brighton & Hove Albion (1)                                      | Dean Court, Bournemouth                                    |                                                            |
|                           | - Marc Pugh 55' | Reporte   | - Anthony Knockaert 31' - Yves Bissouma 34' - Florin Andone 64' | Asistencia: 10 522 espectadores Árbitro(s): Michael Oliver | Asistencia: 10 522 espectadores Árbitro(s): Michael Oliver |

| 5 de enero de 2019, 12:30 | (1) West Ham United                        | 2:0 (1:0) | Birmingham City (2) | Estadio Olímpico de Londres, Londres                   |                                                        |
|                           | - Marko Arnautović 2' - Andy Carroll 90+1' | Reporte   |                     | Asistencia: 54 480 espectadores Árbitro(s): Roger East | Asistencia: 54 480 espectadores Árbitro(s): Roger East |

| 5 de enero de 2019, 12:30 | (1) Burnley        | 1:0 (0:0) | Barnsley (3) | Turf Moor, Burnley                                       |                                                          |
|                           | - Chris Wood 90+2' | Reporte   |              | Asistencia: 11 053 espectadores Árbitro(s): Simon Hooper | Asistencia: 11 053 espectadores Árbitro(s): Simon Hooper |

| 5 de enero de 2019, 12:30 | (2) West Bromwich Albion | 1:0 (1:0) | Wigan Athletic (2) | The Hawthorns, West Bromwich                             |                                                          |
|                           | - Bakary Sako 31'        | Reporte   |                    | Asistencia: 15 465 espectadores Árbitro(s): Keith Stroud | Asistencia: 15 465 espectadores Árbitro(s): Keith Stroud |

| 5 de enero de 2019, 15:00 | (2) Bolton Wanderers                                                    | 5:2 (0:1) | Walsall (3)                        | Macron Stadium, Bolton                                    |                                                           |
|                           | - Clayton Donaldson 58' - Josh Magennis 61', 80', 87' - Jon Guthrie 63' | Reporte   | - Andy Cook 19' - Mark Beevers 68' | Asistencia: 5 506 espectadores Árbitro(s): Darren England | Asistencia: 5 506 espectadores Árbitro(s): Darren England |

| 5 de enero de 2019, 15:00 | (3) Gillingham     | 1:0 (0:0) | Cardiff City (1) | Priestfield Stadium, Gillingham                         |                                                         |
|                           | - Elliott List 81' | Reporte   |                  | Asistencia: 7 090 espectadores Árbitro(s): Tim Robinson | Asistencia: 7 090 espectadores Árbitro(s): Tim Robinson |

| 5 de enero de 2019, 15:00 | (2) Brentford     | 1:0 (0:0) | Oxford United (3) | Griffin Park, Brentford                                   |                                                           |
|                           | - Neal Maupay 80' | Reporte   |                   | Asistencia: 6 106 espectadores Árbitro(s): Jeremy Simpson | Asistencia: 6 106 espectadores Árbitro(s): Jeremy Simpson |

| 5 de enero de 2019, 15:00 | (1) Everton                         | 2:1 (2:1) | Lincoln City (4)       | Goodison Park, Liverpool                                |                                                         |
|                           | - Ademola Lookman 12' - Bernard 14' | Reporte   | - Michael Bostwick 28' | Asistencia: 37 900 espectadores Árbitro(s): John Brooks | Asistencia: 37 900 espectadores Árbitro(s): John Brooks |

| 5 de enero de 2019, 15:00 | (1) Chelsea              | 2:0 (0:0) | Nottingham Forest (2) | Stamford Bridge, Londres                                |                                                         |
|                           | - Álvaro Morata 49', 59' | Reporte   |                       | Asistencia: 40 544 espectadores Árbitro(s): Andy Madley | Asistencia: 40 544 espectadores Árbitro(s): Andy Madley |

| 5 de enero de 2019, 15:00 | (2) Derby County                       | 2:2 (0:1) | Southampton (1)          | Pride Park Stadium, Derby                                   |                                                             |
|                           | - Jack Marriott 58' - Tom Lawrence 61' | Reporte   | - Nathan Redmond 4', 48' | Asistencia: 17 095 espectadores Árbitro(s): Oliver Langford | Asistencia: 17 095 espectadores Árbitro(s): Oliver Langford |

| 5 de enero de 2019, 15:00 | (3) Accrington Stanley | 1:0 (0:0) | Ipswich Town (2) | Crown Ground, Accrington                                   |                                                            |
|                           | - Billy Kee 76'        | Reporte   |                  | Asistencia: 2 869 espectadores Árbitro(s): Dean Whitestone | Asistencia: 2 869 espectadores Árbitro(s): Dean Whitestone |

| 5 de enero de 2019, 15:00 | (3) Fleetwood Town                  | 2:3 (0:1) | Wimbledon (3)                                                | Highbury Stadium, Fleetwood                           |                                                       |
|                           | - Paddy Madden 70' - Ched Evans 72' | Reporte   | - Andy Barcham 16' - Anthony Hartigan 55' - Kwesi Appiah 90' | Asistencia: 2 131 espectadores Árbitro(s): Ross Joyce | Asistencia: 2 131 espectadores Árbitro(s): Ross Joyce |

| 5 de enero de 2019, 15:00 | (2) Middlesbrough                                                                        | 5:0 (0:0) | Peterborough United (3) | Riverside Stadium, Middlesbrough                            |                                                             |
|                           | - Britt Assombalonga 47', 70' - George Friend 50' - Lewis Wing 62' - Ashley Fletcher 87' | Reporte   |                         | Asistencia: 11 647 espectadores Árbitro(s): James Linington | Asistencia: 11 647 espectadores Árbitro(s): James Linington |

| 5 de enero de 2019, 15:00 | (2) Aston Villa | 0:3 (0:1) | Swansea City (2)                                                  | Villa Park, Birmingham                                 |                                                        |
|                           |                 | Reporte   | - Courtney Baker-Richardson 2' - Nathan Dyer 47' - Jay Fulton 78' | Asistencia: 30 572 espectadores Árbitro(s): Gavin Ward | Asistencia: 30 572 espectadores Árbitro(s): Gavin Ward |

| 5 de enero de 2019, 17:30 | (1) Newcastle United | 1:1 (0:0) | Blackburn Rovers (2) | St James' Park, Newcastle upon Tyne                      |                                                          |
|                           | - Matt Ritchie 86'   | Reporte   | - Bradley Dack 56'   | Asistencia: 36 440 espectadores Árbitro(s): Kevin Friend | Asistencia: 36 440 espectadores Árbitro(s): Kevin Friend |

| 5 de enero de 2019, 17:30 | (1) Crystal Palace | 1:0 (0:0) | Grimsby Town (4) | Selhurst Park, Selhurst                                     |                                                             |
|                           | - Jordan Ayew 86'  | Reporte   |                  | Asistencia: 19 967 espectadores Árbitro(s): Martin Atkinson | Asistencia: 19 967 espectadores Árbitro(s): Martin Atkinson |

| 5 de enero de 2019, 17:30 | (2) Bristol City     | 1:0 (0:0) | Huddersfield Town (1) | Ashton Gate Stadium, Bristol                             |                                                          |
|                           | - Josh Brownhill 72' | Reporte   |                       | Asistencia: 12 178 espectadores Árbitro(s): Peter Bankes | Asistencia: 12 178 espectadores Árbitro(s): Peter Bankes |

| 5 de enero de 2019, 17:30 | (3) Blackpool | 0:3 (0:2) | Arsenal (1)                             | Bloomfield Road, Blackpool                           |                                                      |
|                           |               | Reporte   | - Joe Willock 11', 37' - Alex Iwobi 82' | Asistencia: 8 955 espectadores Árbitro(s): Mike Dean | Asistencia: 8 955 espectadores Árbitro(s): Mike Dean |

| 5 de enero de 2019, 17:30 | (2) Norwich City | 0:1 (0:0) | Portsmouth (3)      | Carrow Road, Norwich                                    |                                                         |
|                           |                  | Reporte   | - Andre Green 90+4' | Asistencia: 23 201 espectadores Árbitro(s): Darren Bond | Asistencia: 23 201 espectadores Árbitro(s): Darren Bond |

| 6 de enero de 2019, 14:00 | (2) Millwall              | 2:1 (0:0) | Hull City (2)   | The Den, Bermondsey                                     |                                                         |
|                           | - Shane Ferguson 82', 85' | Reporte   | - Jon Toral 52' | Asistencia: 5 307 espectadores Árbitro(s): Andy Woolmer | Asistencia: 5 307 espectadores Árbitro(s): Andy Woolmer |

| 6 de enero de 2019, 14:00 | (2) Preston North End | 1:3 (0:1) | Doncaster Rovers (3)                                    | Deepdale, Preston                                      |                                                        |
|                           | - Andrew Hughes 56'   | Reporte   | - John Marquis 5' - Tom Anderson 72' - Mallik Wilks 77' | Asistencia: 8 101 espectadores Árbitro(s): Andy Davies | Asistencia: 8 101 espectadores Árbitro(s): Andy Davies |

| 6 de enero de 2019, 14:00 | (1) Fulham       | 1:2 (0:0) | Oldham Athletic (4)                  | Craven Cottage, Londres                                    |                                                            |
|                           | - Denis Odoi 52' | Reporte   | - Sam Surridge 76' - Callum Lang 88' | Asistencia: 16 134 espectadores Árbitro(s): Anthony Taylor | Asistencia: 16 134 espectadores Árbitro(s): Anthony Taylor |

| 6 de enero de 2019, 14:00 | (1) Manchester City | 7:0 (3:0) | Rotherham United (2) | Etihad Stadium, Mánchester                              |                                                         |
|                           | - Raheem Sterling 12' - Phil Foden 43' - Semi Ajayi 45+1' - Gabriel Jesus 52' - Riyad Mahrez 73' - Nicolás Otamendi 78' - Leroy Sané 85' | Reporte   |                      | Asistencia: 52 708 espectadores Árbitro(s): David Coote | Asistencia: 52 708 espectadores Árbitro(s): David Coote |

| 6 de enero de 2019, 14:00 | (6) Woking | 0:2 (0:1) | Watford (1)                         | Kingfield Stadium, Woking                               |                                                         |
|                           |            | Reporte   | - Will Hughes 13' - Troy Deeney 74' | Asistencia: 5 717 espectadores Árbitro(s): Graham Scott | Asistencia: 5 717 espectadores Árbitro(s): Graham Scott |

| 6 de enero de 2019, 14:00 | (1) Queens Park Rangers               | 2:1 (1:1) | Leeds United (2) | Loftus Road, Londres                                         |                                                              |
|                           | - Aramide Oteh 23' - Jake Bidwell 75' | Reporte   | - Aapo Halme 25' | Asistencia: 11 637 espectadores Árbitro(s): Geoff Eltringham | Asistencia: 11 637 espectadores Árbitro(s): Geoff Eltringham |

| 6 de enero de 2019, 14:00 | (2) Sheffield United | 0:1 (0:1) | Barnet (5)                | Bramall Lane, Sheffield                                    |                                                            |
|                           |                      | Reporte   | - Shaquile Coulthirst 21' | Asistencia: 9 906 espectadores Árbitro(s): Tony Harrington | Asistencia: 9 906 espectadores Árbitro(s): Tony Harrington |

| 6 de enero de 2019, 16:30 | (4) Newport County                     | 2:1 (1:1) | Leicester City (1)   | Rodney Parade, Newport, Gales                             |                                                           |
|                           | - Jamille Matt 10' - Padraig Amond 85' | Reporte   | - Rachid Ghezzal 82' | Asistencia: 6 705 espectadores Árbitro(s): Chris Kavanagh | Asistencia: 6 705 espectadores Árbitro(s): Chris Kavanagh |

| 7 de enero de 2019, 19:45 | (1) Wolverhampton Wanderers          | 2:1 (1:0) | Liverpool (1)      | Molineux Stadium, Wolverhampton                          |                                                          |
|                           | - Raúl Jiménez 38' - Rúben Neves 55' | Reporte   | - Divock Origi 51' | Asistencia: 25 849 espectadores Árbitro(s): Paul Tierney | Asistencia: 25 849 espectadores Árbitro(s): Paul Tierney |

### Replays
| 15 de enero de 2019, 19:45 | (3) Luton Town | 0:1 (0:0) | Sheffield Wednesday (2) | Kenilworth Road, Luton                                  |                                                         |
|                            |                | Reporte   | - Atdhe Nuhiu 46'       | Asistencia: 9 259 espectadores Árbitro(s): Tim Robinson | Asistencia: 9 259 espectadores Árbitro(s): Tim Robinson |

| 15 de enero de 2019, 19:45 | (2) Blackburn Rovers                         | 2:4 (2:2) (0:2) (t. s.) | Newcastle United (1)                                                        | Ewood Park, Blackburn                                   |                                                         |
|                            | - Adam Armstrong 33' - Darragh Lenihan 45+1' | Reporte                 | - Sean Longstaff 1' - Callum Roberts 22' - Joselu 105+3' - Ayoze Pérez 106' | Asistencia: 14 228 espectadores Árbitro(s): Lee Probert | Asistencia: 14 228 espectadores Árbitro(s): Lee Probert |

| 15 de enero de 2019, 20:00 | (2) Stoke City            | 2:3 (2:0) | Shrewsbury Town (3)                                            | Britannia Stadium, Stoke-on-Trent                            |                                                              |
|                            | - Tyrese Campbell 20' 36' | Reporte   | - James Bolton 71' - Fejiri Okenabirhie 78' - Josh Laurent 81' | Asistencia: 10 261 espectadores Árbitro(s): Geoff Eltringham | Asistencia: 10 261 espectadores Árbitro(s): Geoff Eltringham |

| 16 de enero de 2019, 19:45 | (1) Southampton                                                          | 2:2 (0:0) (2:2) (t. s.)(3:5 p.) | Derby County (2)                                                             | St Mary's Stadium, Southampton                             |                                                            |
|                            | - Stuart Armstrong 68' - Nathan Redmond 70'                              | Reporte                         | - Harry Wilson 76' - Martyn Waghorn 82'                                      | Asistencia: 14 651 espectadores Árbitro(s): Anthony Taylor | Asistencia: 14 651 espectadores Árbitro(s): Anthony Taylor |
|                            |                                                                          | Tiros desde el punto penal      |                                                                              |                                                            |                                                            |
|                            | - James Ward-Prowse - Nathan Redmond - Jannik Vestergaard - Matt Targett |                                 | - Martyn Waghorn - David Nugent - Mason Mount - Tom Lawrence - Richard Keogh |                                                            |                                                            |

## Cuarta Ronda
Un total de 32 clubes ganadores de la tercera ronda juegan en la cuarta ronda, los partidos se jugarán del 25 al 28 de enero de 2019.
| 25 de enero de 2019, 19:45 | (2) Bristol City                          | 2:1 (2:1) | Bolton Wanderers (2) | Ashton Gate Stadium, Bristol                               |                                                            |
|                            | - Callum O'Dowda 8' - Niclas Eliasson 30' | Reporte   | - Mark Beevers 6'    | Asistencia: 13 747 espectadores Árbitro(s): Stuart Attwell | Asistencia: 13 747 espectadores Árbitro(s): Stuart Attwell |

| 25 de enero de 2019, 19:55 | (1) Arsenal                     | 1:3 (1:2) | Manchester United (1)                                          | Emirates Stadium, Londres                                |                                                          |
|                            | - Pierre-Emerick Aubameyang 43' | Reporte   | - Alexis Sánchez 31' - Jesse Lingard 33' - Anthony Martial 82' | Asistencia: 59 571 espectadores Árbitro(s): Craig Pawson | Asistencia: 59 571 espectadores Árbitro(s): Craig Pawson |

| 26 de enero de 2019, 12:30 | (3) Accrington Stanley | 0:1 (0:0) | Derby County (2)     | Wham Stadium, Accrington                                 |                                                          |
|                            |                        | Reporte   | - Martyn Waghorn 78' | Asistencia: 5 397 espectadores Árbitro(s): Jonathan Moss | Asistencia: 5 397 espectadores Árbitro(s): Jonathan Moss |

| 26 de enero de 2019, 15:00 | (2) Swansea City                                                   | 4:1 (2:0) | Gillingham (3)  | Liberty Stadium, Swansea                                   |                                                            |
|                            | - Oliver McBurnie 10', 32' - Bersant Celina 73' - Barrie McKay 84' | Reporte   | - Josh Rees 51' | Asistencia: 15 080 espectadores Árbitro(s): Darren England | Asistencia: 15 080 espectadores Árbitro(s): Darren England |

| 26 de enero de 2019, 15:00 | (3) Shrewsbury Town                      | 2:2 (0:0) | Wolverhampton Wanderers (1)             | Montgomery Waters Meadow, Shrewsbury                  |                                                       |
|                            | - Greg Docherty 47' - Luke Waterfall 71' | Reporte   | - Raúl Jiménez 75' - Matt Doherty 90+3' | Asistencia: 9 503 espectadores Árbitro(s): Roger East | Asistencia: 9 503 espectadores Árbitro(s): Roger East |

| 26 de enero de 2019, 15:00 | (1) Brighton & Hove Albion | 0:0 (0:0) | West Bromwich Albion (2) | Amex Stadium, Brighton and Hove                       |                                                       |
|                            |                            | Reporte   |                          | Asistencia: 20 001 espectadores Árbitro(s): Lee Mason | Asistencia: 20 001 espectadores Árbitro(s): Lee Mason |

| 26 de enero de 2019, 15:00 | (3) Doncaster Rovers         | 2:1 (0:0) | Oldham Athletic (4) | Keepmoat Stadium, Doncaster                              |                                                          |
|                            | - Benjamin Whiteman 68', 90' | Reporte   | - Peter Clarke 84'  | Asistencia: 11 260 espectadores Árbitro(s): Peter Bankes | Asistencia: 11 260 espectadores Árbitro(s): Peter Bankes |

| 26 de enero de 2019, 15:00 | (1) Newcastle United | 0:2 (0:0) | Watford (1)                          | St James' Park, Newcastle upon Tyne                     |                                                         |
|                            |                      | Reporte   | - Andre Gray 61' - Isaac Success 90' | Asistencia: 34 604 espectadores Árbitro(s): David Coote | Asistencia: 34 604 espectadores Árbitro(s): David Coote |

| 26 de enero de 2019, 15:00 | (2) Middlesbrough  | 1:1 (0:0) | Newport County (4)    | Riverside Stadium, Middlesbrough                        |                                                         |
|                            | - Daniel Ayala 51' | Reporte   | - Matthew Dolan 90+3' | Asistencia: 15 794 espectadores Árbitro(s): John Brooks | Asistencia: 15 794 espectadores Árbitro(s): John Brooks |

| 26 de enero de 2019, 15:00 | (1) Manchester City                                                                                 | 5:0 (1:0) | Burnley (1) | Etihad Stadium, Mánchester                               |                                                          |
|                            | - Gabriel Jesus 23' - Bernardo Silva 52' - Kevin De Bruyne 63' - Kevin Long 73' - Sergio Agüero 85' | Reporte   |             | Asistencia: 50 121 espectadores Árbitro(s): Graham Scott | Asistencia: 50 121 espectadores Árbitro(s): Graham Scott |

| 26 de enero de 2019, 15:00 | (3) Portsmouth  | 1:1 (0:0) | Queens Park Rangers (2) | Fratton Park, Portsmouth                               |                                                        |
|                            | - Lee Brown 63' | Reporte   | - Nahki Wells 74'       | Asistencia: 19 378 espectadores Árbitro(s): Gavin Ward | Asistencia: 19 378 espectadores Árbitro(s): Gavin Ward |

| 26 de enero de 2019, 17:30 | (2) Millwall                                                 | 3:2 (1:1) | Everton (1)                        | The Den, Londres                                           |                                                            |
|                            | - Lee Gregory 45+2' - Jake Cooper 75' - Murray Wallace 90+4' | Reporte   | - Richarlison 43' - Cenk Tosun 72' | Asistencia: 16 354 espectadores Árbitro(s): Michael Oliver | Asistencia: 16 354 espectadores Árbitro(s): Michael Oliver |

| 26 de enero de 2019, 19:45 | (3) Wimbledon                                                   | 4:2 (2:0) | West Ham United (1)                     | The Cherry Red Records Stadium, Londres                   |                                                           |
|                            | - Kwesi Appiah 34' - Scott Wagstaff 41', 46' - Toby Sibbick 88' | Reporte   | - Lucas Pérez 57' - Felipe Anderson 71' | Asistencia: 4 777 espectadores Árbitro(s): Anthony Taylor | Asistencia: 4 777 espectadores Árbitro(s): Anthony Taylor |

| 27 de enero de 2019, 16:00 | (1) Crystal Palace                        | 2:0 (2:0) | Tottenham Hotspur (1) | Selhurst Park, Londres                                   |                                                          |
|                            | - Connor Wickham 9' - Andros Townsend 34' | Reporte   | - Kieran Trippier 42' | Asistencia: 19 491 espectadores Árbitro(s): Kevin Friend | Asistencia: 19 491 espectadores Árbitro(s): Kevin Friend |

| 27 de enero de 2019, 18:00 | (1) Chelsea                                  | 3:0 (1:0) | Sheffield Wednesday (2) | Stamford Bridge, Londres                                   |                                                            |
|                            | - Willian 26' , 83' - Callum Hudson-Odoi 64' | Reporte   |                         | Asistencia: 37 433 espectadores Árbitro(s): Andre Marriner | Asistencia: 37 433 espectadores Árbitro(s): Andre Marriner |

| 28 de enero de 2019, 19:45 | (5) Barnet                                       | 3:3 (0:1) | Brentford (2)                                           | The Hive Stadium, Londres                              |                                                        |
|                            | - Shaquile Coulthirst 50', 53' - Dan Sparkes 75' | Reporte   | - Ollie Watkins 40' - Neal Maupay 60' - Sergi Canos 72' | Asistencia: 6 215 espectadores Árbitro(s): Andy Madley | Asistencia: 6 215 espectadores Árbitro(s): Andy Madley |

### Replays
| 5 de febrero de 2019, 19:45 | (1) Wolverhampton Wanderers                   | 3:2 (2:2) | Shrewsbury Town (3)                   | Molineux Stadium, Wolverhampton                         |                                                         |
|                             | - Matt Doherty 2', 45+6' - Ivan Cavaleiro 62' | Reporte   | - James Bolton 11' - Josh Laurent 39' | Asistencia: 28 844 espectadores Árbitro(s): Lee Probert | Asistencia: 28 844 espectadores Árbitro(s): Lee Probert |

| 5 de febrero de 2019, 19:45 | (4) Newport County                        | 2:0 (0:0) | Middlesbrough (2) | Rodney Parade, Newport                                    |                                                           |
|                             | - Robbie Willmott 47' - Padraig Amond 67' | Reporte   |                   | Asistencia: 6 552 espectadores Árbitro(s): Stuart Attwell | Asistencia: 6 552 espectadores Árbitro(s): Stuart Attwell |

| 5 de febrero de 2019, 19:45 | (2) Brentford                                            | 3:1 (2:0) | Barnet (5)          | Griffin Park, Londres                                 |                                                       |
|                             | - Sergi Canos 7' - Julian Jeanvier 32' - Neal Maupay 71' | Reporte   | - David Tutonda 74' | Asistencia: 6 954 espectadores Árbitro(s): Roger East | Asistencia: 6 954 espectadores Árbitro(s): Roger East |

| 5 de febrero de 2019, 19:45 | (2) Queens Park Rangers            | 2:0 (0:0) | Portsmouth (3) | Loftus Road, Londres                                    |                                                         |
|                             | - Nahki Wells 70' - Matt Smith 77' | Reporte   |                | Asistencia: 13 115 espectadores Árbitro(s): David Coote | Asistencia: 13 115 espectadores Árbitro(s): David Coote |

| 6 de febrero de 2019, 20:05 | (2) West Bromwich Albion | 1:3 (1:1) (0:0) (t. s.) | Brighton & Hove Albion (1)                    | The Hawthorns, West Bromwich                            |                                                         |
|                             | - Kyle Bartley 77'       | Reporte                 | - Florin Andone 82' - Glenn Murray 104', 117' | Asistencia: 8 645 espectadores Árbitro(s): Paul Tierney | Asistencia: 8 645 espectadores Árbitro(s): Paul Tierney |

## Cuadro de desarrollo
|  | Octavos de final        | Octavos de final        | Octavos de final        |                         |                         | Cuartos de final        | Cuartos de final | Cuartos de final |  |                 | Semifinales     | Semifinales    | Semifinales    |  |                 | Final           | Final      | Final      |  |
|  | 15 al 18 de febrero     | 15 al 18 de febrero     | 15 al 18 de febrero     |                         |                         | 16 a 17 de marzo        | 16 a 17 de marzo | 16 a 17 de marzo |  |                 | 6 a 7 de abril  | 6 a 7 de abril | 6 a 7 de abril |  |                 | 18 de mayo      | 18 de mayo | 18 de mayo |  |
|  |                         |                         |                         |                         |                         |                         |                  |                  |  |                 |                 |                |                |  |                 |                 |            |            |  |
|  |                         |                         |                         |                         |                         |                         |                  |                  |  |                 |                 |                |                |  |                 |                 |            |            |  |
|  | Swansea City            | Swansea City            | 4                       |                         |                         |                         |                  |                  |  |                 |                 |                |                |  |                 |                 |            |            |  |
|  | Swansea City            | Swansea City            | 4                       |                         |                         |                         |                  |                  |  |                 |                 |                |                |  |                 |                 |            |            |  |
|  | Brentford               | Brentford               | 1                       |                         |                         |                         |                  |                  |  |                 |                 |                |                |  |                 |                 |            |            |  |
|  | Brentford               | Brentford               | 1                       |                         | Swansea City            | Swansea City            | 2                |                  |  |                 |                 |                |                |  |                 |                 |            |            |  |
|  |                         |                         |                         |                         | Swansea City            | Swansea City            | 2                |                  |  |                 |                 |                |                |  |                 |                 |            |            |  |
|  |                         |                         | Manchester City         | Manchester City         | 3                       |                         |                  |                  |  |                 |                 |                |                |  |                 |                 |            |            |  |
|  | Newport County          | Newport County          | Manchester City         | Manchester City         | 3                       | 1                       |                  |                  |  |                 |                 |                |                |  |                 |                 |            |            |  |
|  | Newport County          | Newport County          |                         |                         |                         |                         |                  |                  |  |                 |                 |                |                |  |                 |                 |            |            |  |
|  | Manchester City         | Manchester City         | 4                       |                         |                         |                         |                  |                  |  |                 |                 |                |                |  |                 |                 |            |            |  |
|  | Manchester City         | Manchester City         | 4                       |                         |                         |                         |                  |                  |  | Manchester City | Manchester City | 1              |                |  |                 |                 |            |            |  |
|  |                         |                         |                         |                         |                         |                         |                  |                  |  | Manchester City | Manchester City | 1              |                |  |                 |                 |            |            |  |
|  |                         |                         | Brighton & Hove Albion  | Brighton & Hove Albion  | 0                       |                         |                  |                  |  |                 |                 |                |                |  |                 |                 |            |            |  |
|  | Wimbledon               | Wimbledon               | Brighton & Hove Albion  | Brighton & Hove Albion  | 0                       | 0                       |                  |                  |  |                 |                 |                |                |  |                 |                 |            |            |  |
|  | Wimbledon               | Wimbledon               |                         |                         |                         |                         |                  |                  |  |                 |                 |                |                |  |                 |                 |            |            |  |
|  | Millwall                | Millwall                | 2                       |                         |                         |                         |                  |                  |  |                 |                 |                |                |  |                 |                 |            |            |  |
|  | Millwall                | Millwall                | 2                       |                         | Millwall                | Millwall                | 2 (4)            |                  |  |                 |                 |                |                |  |                 |                 |            |            |  |
|  |                         |                         |                         |                         | Millwall                | Millwall                | 2 (4)            |                  |  |                 |                 |                |                |  |                 |                 |            |            |  |
|  |                         |                         | Brighton & Hove Albion  | Brighton & Hove Albion  | 2 (5)                   |                         |                  |                  |  |                 |                 |                |                |  |                 |                 |            |            |  |
|  | Brighton & Hove Albion  | Brighton & Hove Albion  | Brighton & Hove Albion  | Brighton & Hove Albion  | 2 (5)                   | 2                       |                  |                  |  |                 |                 |                |                |  |                 |                 |            |            |  |
|  | Brighton & Hove Albion  | Brighton & Hove Albion  |                         |                         |                         |                         |                  |                  |  |                 |                 |                |                |  |                 |                 |            |            |  |
|  | Derby County            | Derby County            | 1                       |                         |                         |                         |                  |                  |  |                 |                 |                |                |  |                 |                 |            |            |  |
|  | Derby County            | Derby County            | 1                       |                         |                         |                         |                  |                  |  |                 |                 |                |                |  | Manchester City | Manchester City | 6          |            |  |
|  |                         |                         |                         |                         |                         |                         |                  |                  |  |                 |                 |                |                |  | Manchester City | Manchester City | 6          |            |  |
|  |                         |                         | Watford                 | Watford                 | 0                       |                         |                  |                  |  |                 |                 |                |                |  |                 |                 |            |            |  |
|  | Queens Park Rangers     | Queens Park Rangers     | Watford                 | Watford                 | 0                       | 0                       |                  |                  |  |                 |                 |                |                |  |                 |                 |            |            |  |
|  | Queens Park Rangers     | Queens Park Rangers     |                         |                         |                         |                         |                  |                  |  |                 |                 |                |                |  |                 |                 |            |            |  |
|  | Watford                 | Watford                 | 1                       |                         |                         |                         |                  |                  |  |                 |                 |                |                |  |                 |                 |            |            |  |
|  | Watford                 | Watford                 | 1                       |                         | Watford                 | Watford                 | 2                |                  |  |                 |                 |                |                |  |                 |                 |            |            |  |
|  |                         |                         |                         |                         | Watford                 | Watford                 | 2                |                  |  |                 |                 |                |                |  |                 |                 |            |            |  |
|  |                         |                         | Crystal Palace          | Crystal Palace          | 1                       |                         |                  |                  |  |                 |                 |                |                |  |                 |                 |            |            |  |
|  | Doncaster Rovers        | Doncaster Rovers        | Crystal Palace          | Crystal Palace          | 1                       | 0                       |                  |                  |  |                 |                 |                |                |  |                 |                 |            |            |  |
|  | Doncaster Rovers        | Doncaster Rovers        |                         |                         |                         |                         |                  |                  |  |                 |                 |                |                |  |                 |                 |            |            |  |
|  | Crystal Palace          | Crystal Palace          | 2                       |                         |                         |                         |                  |                  |  |                 |                 |                |                |  |                 |                 |            |            |  |
|  | Crystal Palace          | Crystal Palace          | 2                       |                         |                         |                         |                  |                  |  | Watford         | Watford         | 3              |                |  |                 |                 |            |            |  |
|  |                         |                         |                         |                         |                         |                         |                  |                  |  | Watford         | Watford         | 3              |                |  |                 |                 |            |            |  |
|  |                         |                         | Wolverhampton Wanderers | Wolverhampton Wanderers | 2                       |                         |                  |                  |  |                 |                 |                |                |  |                 |                 |            |            |  |
|  | Bristol City            | Bristol City            | Wolverhampton Wanderers | Wolverhampton Wanderers | 2                       | 0                       |                  |                  |  |                 |                 |                |                |  |                 |                 |            |            |  |
|  | Bristol City            | Bristol City            |                         |                         |                         |                         |                  |                  |  |                 |                 |                |                |  |                 |                 |            |            |  |
|  | Wolverhampton Wanderers | Wolverhampton Wanderers | 1                       |                         |                         |                         |                  |                  |  |                 |                 |                |                |  |                 |                 |            |            |  |
|  | Wolverhampton Wanderers | Wolverhampton Wanderers | 1                       |                         | Wolverhampton Wanderers | Wolverhampton Wanderers | 2                |                  |  |                 |                 |                |                |  |                 |                 |            |            |  |
|  |                         |                         |                         |                         | Wolverhampton Wanderers | Wolverhampton Wanderers | 2                |                  |  |                 |                 |                |                |  |                 |                 |            |            |  |
|  |                         |                         | Manchester United       | Manchester United       | 1                       |                         |                  |                  |  |                 |                 |                |                |  |                 |                 |            |            |  |
|  | Chelsea                 | Chelsea                 | Manchester United       | Manchester United       | 1                       | 0                       |                  |                  |  |                 |                 |                |                |  |                 |                 |            |            |  |
|  | Chelsea                 | Chelsea                 |                         |                         |                         |                         |                  |                  |  |                 |                 |                |                |  |                 |                 |            |            |  |
|  | Manchester United       | Manchester United       | 2                       |                         |                         |                         |                  |                  |  |                 |                 |                |                |  |                 |                 |            |            |  |
|  | Manchester United       | Manchester United       | 2                       |                         |                         |                         |                  |                  |  |                 |                 |                |                |  |                 |                 |            |            |  |
|  |                         |                         |                         |                         |                         |                         |                  |                  |  |                 |                 |                |                |  |                 |                 |            |            |  |

## Quinta Ronda
Los partidos se jugarán el fin de semana del 15 al 18 de febrero de 2019. A partir de esta temporada y desde esta ronda el tiempo extra y los penales reemplazarán los replay como el método para resolver un empate.
| 15 de febrero de 2019, 19:45 | (2) Queens Park Rangers | 0:1 (0:1) | Watford (1)            | Loftus Road, Londres                                       |                                                            |
|                              |                         | Reporte   | - Etienne Capoue 45+1' | Asistencia: 17 212 espectadores Árbitro(s): Michael Oliver | Asistencia: 17 212 espectadores Árbitro(s): Michael Oliver |

| 16 de febrero de 2019, 12:30 | (1) Brighton & Hove Albion                     | 2:1 (2:0) | Derby County (2)  | Amex Stadium, Brighton and Hove                         |                                                         |
|                              | - Anthony Knockaert 33' - Jürgen Locadia 45+2' | Reporte   | - Ashley Cole 81' | Asistencia: 24 562 espectadores Árbitro(s): David Coote | Asistencia: 24 562 espectadores Árbitro(s): David Coote |

| 16 de febrero de 2019, 15:00 | (3) Wimbledon | 0:1 (0:1) | Millwall (2)        | The Cherry Red Records Stadium, Bristol                  |                                                          |
|                              |               | Reporte   | - Murray Wallace 5' | Asistencia: 4 795 espectadores Árbitro(s): Jonathan Moss | Asistencia: 4 795 espectadores Árbitro(s): Jonathan Moss |

| 16 de febrero de 2019, 17:30 | (4) Newport County  | 1:4 (0:0) | Manchester City (1)                                         | Rodney Parade, Newport                                    |                                                           |
|                              | - Padraig Amond 88' | Reporte   | - Leroy Sané 51' - Phil Foden 75', 89' - Riyad Mahrez 90+4' | Asistencia: 9 680 espectadores Árbitro(s): Andre Marriner | Asistencia: 9 680 espectadores Árbitro(s): Andre Marriner |

| 17 de febrero de 2019, 13:00 | (2) Bristol City | 0:1 (0:1) | Wolverhampton Wanderers (1) | Ashton Gate Stadium, Bristol                                |                                                             |
|                              |                  | Reporte   | - Ivan Cavaleiro 28'        | Asistencia: 24 394 espectadores Árbitro(s): Martin Atkinson | Asistencia: 24 394 espectadores Árbitro(s): Martin Atkinson |

| 17 de febrero de 2019, 16:00 | (3) Doncaster Rovers | 0:2 (0:2) | Crystal Palace (1)                     | Keepmoat Stadium, Doncaster                           |                                                       |
|                              |                      | Reporte   | - Jeffrey Schlupp 8' - Max Meyer 45+2' | Asistencia: 14 010 espectadores Árbitro(s): Mike Dean | Asistencia: 14 010 espectadores Árbitro(s): Mike Dean |

| 17 de febrero de 2019, 16:00 | (2) Swansea City                                                              | 4:1 (0:1) | Brentford (2)       | Liberty Stadium, Swansea                                   |                                                            |
|                              | - Luke Daniels 49' - Daniel James 53' - Bersant Celina 66' - George Byers 90' | Reporte   | - Ollie Watkins 28' | Asistencia: 11 261 espectadores Árbitro(s): Stuart Attwell | Asistencia: 11 261 espectadores Árbitro(s): Stuart Attwell |

| 18 de febrero de 2019, 19:30 | (1) Chelsea | 0:2 (0:2) | Manchester United (1)                | Stamford Bridge, Londres                                 |                                                          |
|                              |             | Reporte   | - Ander Herrera 31' - Paul Pogba 45' | Asistencia: 40 562 espectadores Árbitro(s): Kevin Friend | Asistencia: 40 562 espectadores Árbitro(s): Kevin Friend |

## Cuartos de final
El sorteo para los cuartos de final se llevó a cabo el 18 de febrero de 2019. Los partidos se jugarán el fin de semana del 16 de marzo de 2019. Esta ronda incluye dos equipos de Nivel 2, Millwall y Swansea City, los rangos más bajos que quedan en la competencia.
| 16 de marzo de 2019, 17:20 | (2) Swansea City          | 2:3 (2:0) | Manchester City (1)                      | Liberty Stadium, Swansea   |                            |
|                            | - Grimes 20' - Celina 29' | Reporte   | - 69' Silva - 78' Nordfeldt - 88' Agüero | Árbitro(s): Andre Marriner | Árbitro(s): Andre Marriner |

| 16 de marzo de 2019, 12:15 | (1) Watford             | 2:1 (1:0) | Crystal Palace (1) | Vicarage Road, Watford   |                          |
|                            | - Capoue 27' - Gray 79' | Reporte   | - 62' Batshuayi    | Árbitro(s): Kevin Friend | Árbitro(s): Kevin Friend |

| 16 de marzo de 2019, 19:55 | (1) Wolverhampton Wanderers | 2:1 (0:0) | Manchester United (1) | Molineux Stadium, Wolverhampton                             |                                                             |
|                            | - Jiménez 70' - Jota 76'    | Reporte   | - Rashford 90+5'      | Asistencia: 31 004 espectadores Árbitro(s): Martin Atkinson | Asistencia: 31 004 espectadores Árbitro(s): Martin Atkinson |

| 17 de marzo de 2019, 14:00 | (2) Millwall                                                   | 2:2 (0:0) (2:2) (t. s.)(4:5 p.) | Brighton & Hove Albion (1)                             | The Den, Londres                                           |                                                            |
|                            | - Pearce 70' - O'Brien 79'                                     | Reporte                         | - Locadia 88' - March 90+5'                            | Asistencia: 17 137 espectadores Árbitro(s): Chris Kavanagh | Asistencia: 17 137 espectadores Árbitro(s): Chris Kavanagh |
|                            |                                                                | Tiros desde el punto penal      |                                                        |                                                            |                                                            |
|                            | - Williams - Tunnicliffe - Leonardo - Romeo - Morison - Cooper |                                 | - Murray - Locadia - March - Pröpper - Stephens - Dunk |                                                            |                                                            |

## Semifinal
| 6 de abril de 2019, 17:30 | (1) Manchester City | 1:0 (1:0) | Brighton & Hove Albion (1) | Wembley Stadium, Londres                                   |                                                            |
|                           | - Gabriel Jesus 4'  | Reporte   |                            | Asistencia: 71 521 espectadores Árbitro(s): Anthony Taylor | Asistencia: 71 521 espectadores Árbitro(s): Anthony Taylor |

| 7 de abril de 2019, 16:00 | (1) Watford                        | 3:2 (0:1, 1:0) (t. s.) | Wolverhampton Wanderers (1) | Wembley Stadium, Londres                                   |                                                            |
|                           | - Deulofeu 79' 104' - Deeney 90+4' | Reporte                | - Doherty 36' - Jiménez 62' | Asistencia: 80 092 espectadores Árbitro(s): Michael Oliver | Asistencia: 80 092 espectadores Árbitro(s): Michael Oliver |

## Final
La final se jugó el sábado 18 de mayo de 2019 en Wembley.
| 18 de mayo de 2019, 17:00 | Manchester City                                                          | 6:0 (2:0) | Watford | Wembley Stadium, Londres                                 |                                                          |
|                           | - Silva 26' - Sterling 81', 87' - De Bruyne 61' - Gabriel Jesus 38', 68' | Reporte   |         | Asistencia: 85 854 espectadores Árbitro(s): Kevin Friend | Asistencia: 85 854 espectadores Árbitro(s): Kevin Friend |

| 31         | POR        | Ederson             |     |
| 2          | DEF        | Kyle Walker         |     |
| 4          | DEF        | Vincent Kompany     |     |
| 14         | DEF        | Aymeric Laporte     |     |
| 35         | DEF        | Oleksandr Zinchenko |     |
| 20         | MED        | Bernardo Silva      |     |
| 8          | MED        | İlkay Gündoğan      | 73' |
| 21         | MED        | David Silva         | 79' |
| 26         | DEL        | Riyad Mahrez        | 55' |
| 33         | DEL        | Gabriel Jesus       |     |
| 7          | DEL        | Raheem Sterling     |     |
| Entrenador | Entrenador | Pep Guardiola       |     |

| 1          | POR        | Heurelho Gomes     |     |
| 21         | DEF        | Kiko Femenía       |     |
| 6          | DEF        | Adrian Mariappa    |     |
| 15         | DEF        | Craig Cathcart     |     |
| 25         | DEF        | José Holebas       |     |
| 19         | MED        | Will Hughes        | 73' |
| 16         | MED        | Abdoulaye Doucouré |     |
| 29         | MED        | Étienne Capoue     |     |
| 37         | MED        | Roberto Pereyra    | 66' |
| 7          | DEL        | Gerard Deulofeu    | 66' |
| 9          | DEL        | Troy Deeney        |     |
| Entrenador | Entrenador | Javi Gracia        |     |

| 5  | DEF | John Stones     | 79' |
| 17 | MED | Kevin De Bruyne | 55' |
| 19 | MED | Leroy Sané      | 73' |

| 8  | MED | Tom Cleverley | 73' |
| 10 | DEL | Isaac Success | 66' |
| 18 | DEL | Andre Gray    | 66' |

| Anotado | 26' | David Silva     | 1 – 0 |
| Anotado | 38' | Gabriel Jesus   | 2 – 0 |
| Anotado | 61' | Kevin De Bruyne | 3 – 0 |
| Anotado | 68' | Gabriel Jesus   | 4 – 0 |
| Anotado | 81' | Raheem Sterling | 5 – 0 |
| Anotado | 87' | Raheem Sterling | 6 – 0 |

| Amonestado | 21' | David Silva |  |

| Amonestado | 21' | Abdoulaye Doucouré |  |
| Amonestado | 80' | Kiko Femenía       |  |

| Árbitro             | Kevin Friend           |
| Árbitros asistentes | Constantine Hatzidakis |
| Árbitros asistentes | Matthew Wilkes         |
| Cuarto árbitro      | Graham Scott           |

| 31         | POR        | Ederson             |     |
| 2          | DEF        | Kyle Walker         |     |
| 4          | DEF        | Vincent Kompany     |     |
| 14         | DEF        | Aymeric Laporte     |     |
| 35         | DEF        | Oleksandr Zinchenko |     |
| 20         | MED        | Bernardo Silva      |     |
| 8          | MED        | İlkay Gündoğan      | 73' |
| 21         | MED        | David Silva         | 79' |
| 26         | DEL        | Riyad Mahrez        | 55' |
| 33         | DEL        | Gabriel Jesus       |     |
| 7          | DEL        | Raheem Sterling     |     |
| Entrenador | Entrenador | Pep Guardiola       |     |

| 1          | POR        | Heurelho Gomes     |     |
| 21         | DEF        | Kiko Femenía       |     |
| 6          | DEF        | Adrian Mariappa    |     |
| 15         | DEF        | Craig Cathcart     |     |
| 25         | DEF        | José Holebas       |     |
| 19         | MED        | Will Hughes        | 73' |
| 16         | MED        | Abdoulaye Doucouré |     |
| 29         | MED        | Étienne Capoue     |     |
| 37         | MED        | Roberto Pereyra    | 66' |
| 7          | DEL        | Gerard Deulofeu    | 66' |
| 9          | DEL        | Troy Deeney        |     |
| Entrenador | Entrenador | Javi Gracia        |     |

| 5  | DEF | John Stones     | 79' |
| 17 | MED | Kevin De Bruyne | 55' |
| 19 | MED | Leroy Sané      | 73' |

| 8  | MED | Tom Cleverley | 73' |
| 10 | DEL | Isaac Success | 66' |
| 18 | DEL | Andre Gray    | 66' |

| Anotado | 26' | David Silva     | 1 – 0 |
| Anotado | 38' | Gabriel Jesus   | 2 – 0 |
| Anotado | 61' | Kevin De Bruyne | 3 – 0 |
| Anotado | 68' | Gabriel Jesus   | 4 – 0 |
| Anotado | 81' | Raheem Sterling | 5 – 0 |
| Anotado | 87' | Raheem Sterling | 6 – 0 |

| Amonestado | 21' | David Silva |  |

| Amonestado | 21' | Abdoulaye Doucouré |  |
| Amonestado | 80' | Kiko Femenía       |  |

| Árbitro             | Kevin Friend           |
| Árbitros asistentes | Constantine Hatzidakis |
| Árbitros asistentes | Matthew Wilkes         |
| Cuarto árbitro      | Graham Scott           |

|                       |
| Campeón               |
| Bandera de Inglaterra |
| Manchester City       |
| 6º título             |